# バーモント進歩党
バーモント進歩党（英語: Vermont Progressive Party）は、アメリカのバーモント州の政党（地域政党）。
バーモント州はもともと民主社会主義者を自認するバーニー・サンダースを連邦議会に送り出すなど、アメリカでは例外的に左派色が強い州だったが、1999年にサンダースの支持者らが結集し政党化する形で結成された。なおサンダース自身は民主党とも提携している無所属であり、バーモント進歩党の党員ではない。このためサンダースの選挙においては、民主党や進歩党などが共同で推薦する形をとる。
バーモント進歩党は州の上下両院や自治体にも進出しており、地域政党ではあるが事実上、アメリカの民主・共和の二大政党以外でもっとも議席を有している政党である（全国レベルではリバタリアン党や緑の党も一定の勢力を有しているが、各州に勢力が分散しているため議席は少ない）。その政策は緑の政治や社会正義など進歩主義的なもので、また経済政策や社会保障においては社会民主主義や民主社会主義の影響も大きく、いわゆるリベラルより左派色が強い。